# 兵庫県道195号岡場停車場線
兵庫県道195号岡場停車場線（ひょうごけんどう195ごう おかばていしゃじょうせん）は、兵庫県神戸市北区を通る一般県道である。

## 概要
神戸市北区藤原台中町1丁目から神戸市北区有野町有野に至る。かつては，神戸電鉄三田線の岡場駅が起点に存在したが，1985年（昭和60年）に高架化に伴って駅が南側に移転したため，起点側には何もない。

### 路線データ
- 起点：神戸市北区藤原台中町1丁目（岡場駅南交差点、神戸電鉄三田線 岡場駅前）
- 終点：神戸市北区有野町有野（岡場交差点、兵庫県道15号神戸三田線交点）

## 地理

### 通過する自治体
- 神戸市（北区）

### 交差する道路
| 交差する道路           | 交差する場所 | 交差する場所      |
| ---------------------- | ------------ | ----------------- |
| 兵庫県道15号神戸三田線 | 有野町有野   | 岡場交差点 / 終点 |

### 交差する鉄道
- 神戸電鉄三田線

### 沿線
- 神戸電鉄三田線 岡場駅
- 北神区役所